# Jung-Stiftung für Wissenschaft und Forschung
Ernst Jung gründete 1967 die Jung-Stiftung für Wissenschaft und Forschung, um ergänzend zum sozialen Engagement auch die Wissenschaft zu fördern. Seit 1975 widmet die Stiftung sich ausschließlich der Humanmedizin.

## Ziele und Aufgaben
Zweck und Ziel der Stiftung sind das Engagement für den Fortschritt der Humanmedizin auf nationaler wie internationaler Ebene. Die Stiftungsaktivitäten dienen der Verbesserung des medizinischen Erkenntnisstands, der therapeutischen Möglichkeiten und des Patientenwohls.

## Der Stifter
Der Gründer Ernst Jung war ein Hamburger Reeder und Mineralöl-Importeur. Während der NS-Zeit war er laut einer Studie der Jung-Stiftung „Opportunist“ und setze in seinen Firmen auch Zwangsarbeiter ein. In späteren Jahren war er zunehmend philanthropisch tätig und gründete gemeinsam mit seiner Ehefrau Claere Jung vier Stiftungen.